# Chelva (kommun)
Chelva är en kommun i Spanien.   Den ligger i provinsen Província de València och regionen Valencia, i den östra delen av landet, 240 km öster om huvudstaden Madrid. Antalet invånare är 1 627.